# Flughafen Dortmund
Flughafen Dortmund, officielt navn: Dortmund Airport 21 (IATA: DTM, ICAO: EDLW), er en international lufthavn der ligger 10 km øst for Dortmund, i delstaten Nordrhein-Westfalen, Tyskland. Siden 2006 har navnet været "Dortmund Lufthavn 21", efterkaldt selskabet bagved lufthavnen der hedder DSW21. Der blev betjent 2,3 millioner passagerer i 2008. Lavprisselskaber og charterfly er de primære gæster i lufthavnen.